# Объединённый чемпионат по футболу России и Украины
Объединённая футбольная лига или Объединённый чемпионат России и Украины по футболу — неосуществившийся проект по объединению футбольного чемпионата России и Украины в начале 2010-х годов, ставший окончательно невозможен после аннексии Крыма Россией и начала войны на Донбассе в 2014 году.

## История проекта
26 декабря 2012 по инициативе ведущих клубов РФПЛ было инициировано создание Оргкомитета Объединённой футбольной лиги (впоследствии АНО «Оргкомитет ОФЛ»).
Учредителями Оргкомитета были Российская футбольная премьер-лига и фонд социальных инициатив «Газпром».
На пост генерального директора Оргкомитета ОЧ был назначен известный советский футболист, российский тренер, президент футбольного клуба «Алания» Валерий Газзаев. 18 февраля 2013 года в офисе ОАО «Газпром», под руководством председателя правления ОАО «Газпром» Алексея Миллера состоялась первая презентация проекта Объединённого чемпионата по футболу.
В ней приняли участие представители 14 клубов Российской футбольной премьер-лиги (РФПЛ), а также президент РФПЛ Сергей Прядкин, и. о. генерального директора Украинской Премьер-лиги Пётр Иванов и представитель ФК «Таврия» (Симферополь).
С докладом на презентации выступил Гендиректор Оргкомитета ОФЛ Валерий Газзаев. Он рассказал участникам о возможной модели и формате чемпионата, который предполагает создание объединённой Премьер-лиги из 18 клубов российской и украинской премьер-лиг, по 9 от каждой страны, а также профессионального совместного первого дивизиона. Было отмечено, что проведение совместного чемпионата возможно уже в сезоне 2014—2015 г. или сезоном позднее в зависимости от скорости прохождения согласований в различных инстанциях.
5 марта 2013 года общее собрание клубов Премьер-лиги России поручило Валерию Газзаеву и Оргкомитету ОФЛ начать проработку регламентов, концепции и сроков будущего чемпионата.
25 июля 2013 года на заседании Рабочей группы по рассмотрению Стратегии развития футбола в РФ до 2020 года в РФС, Валерий Газзаев заявил, что презентация проекта будет представлены в РФС и ФФУ осенью 2013 года.
1 октября 2013 года руководитель оргкомитета ОФЛ Валерий Газзаев на пресс-конференции в ИТАР-ТАСС провел презентацию Объединённой футбольной Лиги.
За время работы комитета были созданы структура чемпионата, регламенты, правовые документы, маркетинговая и медиа стратегии, система по реализации телевизионных прав. Шел масштабный переговорный процесс с российскими и украинскими клубами и лигами. Был изучен олпыт аналогов в виде чемпионата Бельгии и Голландии в женском футболе, проекта чешско-словацкого чемпионата, Янтарную лигу (Латвия/Литва).
Аргументы вроде «мы не хотим иметь ничего общего с москалями» — а есть и такие — я не рассматриваю. Для меня люди, которые так говорят, — клинические идиоты, в общем-то. И со зрительской, и с финансовой точки зрения идея совместного чемпионата, безусловно, привлекательна. В конце концов, я проповедую такую точку зрения: если «москали» такие идиоты, что готовы отдать полмиллиарда евро в год на развитие украинского футбола, нужно быть такими же идиотами, чтобы эти деньги не взять.
В ходе встречи с украинскими СМИ в сентябре 2013 года Валерий Газзаев представил свою команду, седи членов которой были:
- Андрей Симонов (бывший исполнительный директор московского «Динамо»),
- Сергей Завес (пиарщик «Газпрома»)
- Андрей Малосолов (бывший пресс-атташе РФС, один из основателей ВОБ).

## Финансирование
Ежегодное финансирование чемпионата должно было составлять 1 млрд евро, доля «Газпрома» — 300 млн. 800 млн шло на команды премьер-лиги, 100 млн. — первого дивизиона, по 50. млн — футбольным федерациям России и Украины. 10 % от заработанных денег клубы будут выделять на нужды детско-юношеского футбола.
Принципиальным отличием назывался уход клубов от системы существования за счет федеральных и региональных бюджетов.

## Принцип формирования ОФЛ
Премьер-лига ОФЛ формируется из команд занявших первые 9 мест в РФПЛ по итогам сезона 2014/15 и 9 команд занявших первые 9 мест в ПЛ Украины.
Первый дивизион ОФЛ должен был состоять будет состоять 18 команд, которые заняли 10-16 места в РФПЛ и ПЛУ, а также занявшие 1-2 места в первом дивизионе ЧР и первой лиги Чемпионата Украины в том же сезоне.

## Система переходов между дивизионами ОФЛ
- В конце сезона команда занявшая последнее место среди клубов России и команда занявшая последнее место среди клубов Украины переходят в первый дивизион ОФЛ.
- По одной лучшей команде первого дивизиона ОФЛ от России и Украины выходят в Премьер-лигу ОФЛ вне зависимости от места в общей таблице первого дивизиона.
- Из первого дивизиона выбывают по две худшие команды от России и Украины.
- В первый дивизион ОФЛ выходят по две лучшие команды из второго дивизиона России и второй лиги Украины.
- Соревнования вторых дивизионов России и Украины проводят национальные футбольные федерации двух стран.
- Определение двух лучших команд вторых дивизионов России и Украины находится в компетенции национальных федераций.

Рисунок 2.
В настоящее Представительство в еврокубках от ОФЛ (Рис.3).
Основной принцип формирования представительства в еврокубках — это сохранение действующих квот национальных федераций.

Рисунок 3.
- В случае, если победителем Кубка страны станет команда, занявшая одно из первых пяти мест ОФЛ в своей национальной квоте, то в Лиге Европы будет выступать шестая команда ОФЛ своей национальной квоты.

## Объединённый турнир
При поддержке Оргкомитета ОФЛ состоялся Объединённый турнир 4 ведущих клубов России и Украины: «Спартака», «Зенита», «Шахтёра» и киевского «Динамо», который прошел с 26 июня по 7 июля 2013 года в Киеве, Донецке и Москве. Победителем турнира стало киевское Динамо.

## Закрытие проекта
5 октября 2015 года пресс-атташе оргкомитета Объединённой футбольной лиги (ОФЛ) Украины и России Андрей Малосолов на своей странице в Фейсбуке объявил об официальном закрытии проекта.